# Герои Социалистического Труда Псковской области
В настоящий список включены:

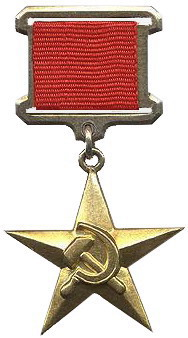
Золотая медаль «Серп и Молот»

- Герои Социалистического Труда, на момент присвоения звания проживавшие на территории Псковской области — 28 человек;
- уроженцы Псковской области, удостоенные звания Героя Социалистического Труда в других регионах СССР — 89 человек;
- Герои Социалистического Труда, прибывшие на постоянное проживание в Псковскую область — 6 человек;
- лица, лишённые звания Героя Социалистического Труда — 1 человек.

Вторая и третья части списка могут быть неполными из-за отсутствия данных о месте рождения и проживания ряда Героев.
В таблицах отображены фамилия, имя и отчество Героев, должность и место работы на момент присвоения звания, дата Указа Президиума Верховного Совета СССР, отрасль народного хозяйства, место рождения/проживания, а также ссылка на биографическую статью на сайте «Герои страны» (знаком * выделены регионы, не относящиеся к Псковской области). Формат таблиц предусматривает возможность сортировки по указанным параметрам путём нажатия на стрелку в нужной графе.

## История
Первое присвоение звания Героя Социалистического Труда в Псковской области произошло 27 апреля 1948 года, когда Указом Президиума Верховного Совета СССР за получение высокого урожая ржи была награждена 21-летняя звеньевая колхоза «Красный маяк» Гдовского района М. А. Прокофьева.
Наибольшее количество Героев Социалистического Труда в Псковской области приходится на сельскохозяйственную отрасль — 23 человека. Остальные Герои работали в сфере транспорта, радиопромышленности, культуры, науки, государственного управления — по 1.

## Лица, удостоенные звания Героя Социалистического Труда в Псковской области
| №  | Фамилия, имя, отчество                    | Даты жизни              | Деятельность | Дата присвоения | Отрасль       | Место рождения           | ГС        |
| -- | ----------------------------------------- | ----------------------- | --- | --------------- | ------------- | ------------------------ | --------- |
| 1  | Блюм Александра Николаевна                | 02.08.1925 — 2020       | Звеньевая колхоза «Коммунар» Локнянского района Псковской области | 30.04.1966      | сельхоз       | Локнянский район         | [ ГС 1 ]  |
| 2  | Васильева Нина Васильевна                 | 15.01.1915 — 19.08.1993 | Бригадир колхоза «Путь Ильича» Палкинского района Псковской области | 11.12.1973      | сельхоз       | Палкинский район         | [ ГС 2 ]  |
| 3  | Васягин Иван Семёнович                    | 08.10.1919 — 08.03.1998 | Председатель колхоза «Россия» Великолукского района Псковской области | 22.03.1966      | сельхоз       | Великолукский район      | [ ГС 3 ]  |
| 4  | Волкова (Прокофьева) Мария Александровна  | 01.08.1926 — 13.02.2000 | Звеньевая колхоза «Красный маяк» Гдовского района Псковской области | 27.04.1948      | сельхоз       | Гдовский район           | [ ГС 4 ]  |
| 5  | Гейченко Семён Степанович                 | 14.02.1903 — 02.08.1993 | Директор Государственного музея-заповедника А. С. Пушкина в селе Михайловском, Пушкиногорский район Псковской области                                                                                 | 12.02.1983      | культура      | *Санкт-Петербург         | [ ГС 5 ]  |
| 6  | Герасимов Михаил Герасимович              | 1887—1961               | Звеньевой колхоза «Федяково» Бежаницкого района Великолукской области | 16.03.1949      | сельхоз       | Бежаницкий район         | [ ГС 6 ]  |
| 7  | Гецентов Григорий Иванович                | 06.02.1917 — 02.11.1992 | Директор совхоза «Победа» Псковского района Псковской области | 23.12.1976      | сельхоз       | *Гомельская область      | [ ГС 7 ]  |
| 8  | Григорьева (Яковлева) Зинаида Алексеевна  | 24.05.1923 — 23.08.1996 | Звеньевая семеноводческого колхоза «Строитель» Славковского района Псковской области | 12.07.1949      | сельхоз       | Порховский район         | [ ГС 8 ]  |
| 9  | Иванова Зинаида Михайловна                | 13.03.1921 — 2008       | Мастер машинного доения коров совхоза «Ударник» Бежаницкого района Псковской области | 22.03.1966      | сельхоз       | Бежаницкий район         | [ ГС 9 ]  |
| 10 | Кривёнышева Мария Ильинична               | 02.07.1916 — 28.02.1991 | Мастер машинного доения коров колхоза «Смычка» Великолукского района Псковской области | 22.03.1966      | сельхоз       | Великолукский район      | [ ГС 10 ] |
| 11 | Куницкая Анна Григорьевна                 | 24.03.1915 — 05.2004    | Главный зоотехник конезавода № 18 Порховского района Псковской области | 22.03.1966      | сельхоз       | *Кировская область       | [ ГС 11 ] |
| 12 | Мазанцева Ольга Васильевна                | род. 24.07.1931         | Доярка совхоза «Новоизборский» Печорского района Псковской области | 29.08.1986      | сельхоз       | Печорский район          | [ ГС 12 ] |
| 13 | Маркобрунова Анна Васильевна              | 31.07.1927 — 06.05.1992 | Доярка колхоза «Коммунар» Локнянского района Псковской области | 06.09.1973      | сельхоз       | Локнянский район         | [ ГС 13 ] |
| 14 | Павлов Василий Павлович                   | 22.12.1915 — 28.04.2005 | Бригадир опытно-производственного хозяйства Псковской областной сельскохозяйственной опытной станции, Псковский район                                                                                 | 23.06.1966      | сельхоз       | Дедовичский район        | [ ГС 14 ] |
| 15 | Покровский Иван Васильевич                | 14.01.1912 — 22.09.1984 | Старший машинист паровозного депо Псков Октябрьской железной дороги, Псковская область | 01.08.1959      | транспорт     | Псков                    | [ ГС 15 ] |
| 16 | Рихтер Алексей Александрович              | 25.10.1913 — 14.05.1976 | Слесарь-инструментальщик Псковского завода радиодеталей Министерства радиопромышленности СССР | 29.07.1966      | радиопром     | Псковский район          | [ ГС 16 ] |
| 17 | Семёнова Татьяна Алексеевна               | 15.12.1914 — 06.05.2000 | Доярка колхоза «Красная заря» Дедовичского района Псковской области | 07.03.1960      | сельхоз       | Дедовичский район        | [ ГС 17 ] |
| 18 | Сергеева (Васильева) Екатерина Степановна | 24.12.1919 — 26.12.2006 | Доярка свиноводческого совхоза «Полоное» Министерства мясной и молочной промышленности СССР, Порховский район Псковской области                                                                       | 05.10.1950      | сельхоз       | Порховский район         | [ ГС 18 ] |
| 19 | Слинин Анатолий Александрович             | 12.11.1895 — 14.02.1984 | Заведующий отделом селекции и семеноводства льна-долгунца — заместитель директора по науке Псковской областной государственной сельскохозяйственной опытной станции, доктор сельскохозяйственных наук | 08.04.1971      | наука         | *Ярославская область     | [ ГС 19 ] |
| 20 | Степанов Михаил Павлович                  | 11.11.1921 — 11.04.1978 | Директор совхоза «Ударник» Бежаницкого района Псковской области | 08.04.1971      | сельхоз       | Псковский район          | [ ГС 20 ] |
| 21 | Степанова Надежда Васильевна              | 30.09.1916 — 20.10.1994 | Свинарка совхоза «Красные Горки» Дедовичского района Псковской области | 22.03.1966      | сельхоз       | *Житомирская область     | [ ГС 21 ] |
| 22 | Трусов Яков Александрович                 | 13.03.1902 — 21.09.1983 | Бригадир колхоза «Красная Поляна» Новосокольнического района Псковской области | 30.04.1966      | сельхоз       | Новосокольнический район | [ ГС 22 ] |
| 23 | Угаркин Иван Сергеевич                    | 16.09.1931 — 07.03.1997 | Звеньевой механизированного звена совхоза «Смена» Гдовского района Псковской области | 08.04.1971      | сельхоз       | Гдовский район           | [ ГС 23 ] |
| 24 | Устрикова Евгения Тимофеевна              | 02.03.1925 — 29.01.2001 | Доярка совхоза «Красный фронтовик» Опочецкого района Псковской области | 08.04.1971      | сельхоз       | Опочецкий район          | [ ГС 24 ] |
| 25 | Фёдорова Клавдия Николаевна               | 18.02.1913 — 22.01.2005 | Птичница племенного птицесовхоза «Остров» Островского района Псковской области | 22.03.1966      | сельхоз       | Островский район         | [ ГС 25 ] |
| 26 | Филатов Михаил Иванович                   | 16.11.1926 — 28.08.1983 | Звеньевой совхоза «Красный пограничник» Гдовского района Псковской области | 11.12.1973      | сельхоз       | *Курская область         | [ ГС 26 ] |
| 27 | Фомина Валентина Николаевна               | 01.04.1928 — 22.05.2012 | Трактористка колхоза «Смена» Великолукского района Псковской области | 08.04.1971      | сельхоз       | Великолукский район      | [ ГС 27 ] |
| 28 | Хмылко Вадим Владимирович                 | 10.01.1924 — 21.07.1972 | Первый секретарь Псковского райкома КПСС, Псковская область | 30.04.1966      | госуправление | Струго-Красненский район | [ ГС 28 ] |

### Комментарии
1. ↑  Фамилия Волкова — в замужестве, на момент награждения — Прокофьева.
2. ↑  Фамилия Григорьева — в замужестве, на момент награждения — Яковлева.
3. ↑  Фамилия Сергеева — в замужестве, на момент награждения — Васильева.

## Уроженцы Псковской области, удостоенные звания Героя Социалистического Труда в других регионах СССР
| № | Фамилия, имя, отчество     | Даты жизни              | Деятельность | Дата присвоения       | Отрасль    | Район рождения      | ГС       |
| - | -------------------------- | ----------------------- | --- | --------------------- | ---------- | ------------------- | -------- |
| 1 | Виноградов Иван Матвеевич  | 14.09.1891 — 20.03.1983 | Директор Математического института имени В. А. Стеклова Академии наук СССР, гор. Москва                                | 10.06.1945 13.09.1971 | наука      | Великолукский район | [ ГС 1 ] |
| 2 | Панфилов Михаил Панфилович | 25.07.1913 — 02.12.1994 | Директор Ленинградского оптико-механического объединения имени В. И. Ленина Министерства оборонной промышленности СССР | 28.07.1966 22.07.1983 | оборонпром | Гдовский район      | [ ГС 2 ] |

### Комментарии
1. ↑  Фамилия Иванова — в замужестве, на момент награждения — Андреева.

## Герои Социалистического Труда, прибывшие в Псковскую область на постоянное проживание из других регионов
| № | Фамилия, имя, отчество       | Даты жизни              | Деятельность | Дата присвоения | Отрасль     | Район проживания    | ГС       |
| - | ---------------------------- | ----------------------- | --- | --------------- | ----------- | ------------------- | -------- |
| 1 | Беляев Моисей Ануфриевич     | 27.03.1905 — 27.07.1992 | Директор Кзылтуского совхоза Ленинградского района Кокчетавской области | 11.01.1957      | сельхоз     | Псков               | [ ГС 1 ] |
| 2 | Грозин Артур Алексеевич      | 12.01.1936 — 28.05.2016 | Горнорабочий Берелёхского горно-обогатительного комбината Северо-Восточного производственного золотодобывающего объединения (Северовостокзолото) Министерства цветной металлургии СССР, Магаданская область | 19.04.1982      | металлургия | Себежский район     | [ ГС 2 ] |
| 3 | Иванова Надежда Ивановна     | 01.07.1920 — ????       | Свинарка совхоза «Ислица» Бауского района Латвийской ССР | 07.03.1960      | сельхоз     | Великолукский район | [ ГС 3 ] |
| 4 | Курилёнок Нина Николаевна    | 01.03.1934 — 08.02.2023 | Комбайнёр совхоза имени Ушакова Октябрьского района Тургайской области | 08.04.1971      | сельхоз     | Великолукский район | [ ГС 4 ] |
| 5 | Кушнер Михаил Иванович       | 21.11.1906 — 25.12.1986 | Паровозный машинист депо станции Осташков Калининской железной дороги, Калининская область | 05.11.1943      | транспорт   | Великолукский район | [ ГС 5 ] |
| 6 | Решетов Прокопий Прокопьевич | 1918 — 08.02.1996       | Капитан-директор большого морозильного рыболовного траулера «Добролюбов» Мурманского тралового флота Министерства рыбного хозяйства СССР                                                                    | 27.04.1966      | рыбхоз      | Псков               | [ ГС 6 ] |

## Уроженец Псковской области, лишённый звания Героя Социалистического Труда
| № | Фамилия, имя, отчество  | Даты жизни        | Деятельность                                              | Дата присвоения | Дата лишения | Отрасль   | Район рождения   | ГС       |
| - | ----------------------- | ----------------- | --------------------------------------------------------- | --------------- | ------------ | --------- | ---------------- | -------- |
| 1 | Мурзич Василий Иванович | 1909 — 12.08.1979 | Паровозный машинист депо Витебск Западной железной дороги | 05.11.1943      | 09.10.1954   | транспорт | Невельский район | [ ГС 1 ] |